# Carrer de la Concepció (Figueres)
El carrer de la Concepció és una via urbana de la ciutat de Figueres (Alt Empordà) que juntament amb la plaça del Gra i la plaça de la Palmera forma un conjunt protegit com a bé cultural d'interès local.

## Descripció
Conté construccions modernistes, eclèctiques i noucentistes. És un espai urbà de relació entre l'àmbit de la plaça del Gra i la plaça de la Palmera constituït pels fronts edificats de les mateixes finques sobre el carrer de la Rutlla i la Plaça del Gra. Les edificacions tradicionals existents de dues o tres plantes tenen les façanes compostes a partir d'eixos verticals d'obertures allargades formant balcons i el tractament ornamental de sòcol, pilastraments, motllures, emmarcaments, guardapols, cornises, i balustrades, es realitza a partir d'un repertori similar a l'emprat al conjunt del carrer Pi i Margall.